# 阿乌雷阿
阿乌雷阿是巴西南大河州的一个市镇。总面积158.291平方公里，总人口3715人，人口密度23.5人/平方公里。